# إيفان كالديرون (ملاكم)
إيفان كالديرون (بالإسبانية: Iván Calderón) مواليد 10 أبريل 1965 في بورتوريكو، هو ملاكم يصنف ضمن فئة وزن خفيف الذبابة. حقق بطولة منظمة الملاكمة العالمية. شارك في دورة الألعاب الأولمبية الصيفية.

## إحصائيات
خاض خلال مسيرته 39 نزالا، فاز في 35 وتعادل في 1 وخسر في 3. فاز بالضربة القاضية في 6 نزالا.

## الميداليات
| الميدالية | المسابقة                    |
| --------- | --------------------------- |
| برونزية   | دورة الألعاب الأمريكية 1999 |

## روابط خارجية
- إيفان كالديرون على موقع بوكس ريك (الإنجليزية) (registration required)
- إيفان كالديرون على موقع أوليمبيديا (الإنجليزية)